# Днипрова Чаика
Људмила Василевска (укр. Людмила Олексіївна Василевська-Березіна; 20. октобар 1861 — 13. март 1927), псеудоним Днипрова Чаика (укр. Дніпрова Чайка), је била украјинска просветитељка и књижевница.

## Биографија
Била је ћерка руског сеоског свештеника и Украјинке. Рођена је као Људмила Березина 20. октобра 1861. у Карловки, у јужној Украјини, и школовала се у приватној гимназији у Одеси. Радила је као приватна учитељица, а затим је предавала у сеоској школи, а касније и у средњој школи. Састављала је украјинске народне песме и усмену традицију. Године 1885. се удала за Теофана Василевског, украјинског историчара и родољуба. Често су били под полицијским надзором током Руске Империје, а 1905. су списи Василевске били конфисковани.
Њене прве песме и приповетке су објављене у часописима у Украјини. Писала је песме и бајке за децу и либрето за више дечијих оперета, партитуре је написао Микола Лисенко. Березина је писала поезију и на руском језику и преводила је шведску и руску књижевност на украјински језик. Збирка њених радова је објављена 1929. године, а друга 1931. Њено дело је преведено на енглески језик за збирку Dark of the Night 1998.
Развела се од мужа након што су им деца одрасла. Преминула је 13. марта 1927. Комеморативни новчић са њеним ликом је пуштен у продају у Украјини 2011. године, на 150. годишњицу њеног рођења, у оквиру серије „Изванредне личности Украјине”.